# Návarov (hrad)
Návarov je zřícenina hradu poblíž stejnojmenné vesnice, části obce Zlatá Olešnice v okrese Jablonec nad Nisou v Libereckém kraji. Nachází se asi sedm kilometrů severovýchodně od Železného Brodu nad soutokem řeky Kamenice a potoka Zlatník. Pozůstatky hradu jsou chráněny jako kulturní památka.

## Historie
Archeologické nálezy dokládají osídlení již na konci 13. století. Sídlo bylo založeno asi až v polovině 14. století, kdy se po něm píše Adam Heřman z Heřmanic. K vybudování hradu došlo asi až za Jindřicha z Návarova rodem z Valdštejna, který jej získal v roce 1380. Dalším majitelem byl Jan Čúch ze Zásady, který byl ve službách českého krále Václava IV. Roku 1469 dobyla hrad Jana Zajíce z Házmburka vojska českého krále Jiříka z Poděbrad. Počínaje 1515 drželi hrad jedno století Smiřičtí. Pobělohorskou konfiskací přešel hrad v roce 1622 do rukou Albrechta z Valdštejna, který jej léta 1627 postoupil jako léno Getrude de Lamotte. Nová majitelka zavedla pak na panství tvrdá protireformační opatření. Za třicetileté války byl hrad nejprve, i přes statečnou obranu posádky pod vedením syna držitelky Vincence de Lamotte, dobyt roku 1643 Švédy. Ti se na hradě usadili a podnikali z něj loupeživé výpady do okolí. Po jejich odchodu v roce 1644 byl hrad na příkaz místodržících v Praze z obavy, aby se nestal znovu opěrným bodem Švédů, pobořen. Stavební kámen z hradu byl pak využit asi o 20 let později při stavbě nedalekého zámku Návarov. Barokní zámeček s kaplí Nanebevstoupení Páně nechala postavit Marie Angelika Lamottová z Frintroppu, provdaná Nounkelová.
V roce 2019 byla dokončena celková konzervace zříceniny, jejímž smyslem byla záchrana kulturní památky pro další generace a její zpřístupnění pro návštěvníky.

## Stavební podoba
Hrad Návarov prošel za dobu své existence složitým stavebním vývojem. Pravděpodobně byl bezvěžovým sídlem a v době svého založení snad mohl patřit ke hradům s plášťovou zdí.
Z nejstaršího období pochází masivní obvodová hradba jádra postaveného na vrcholu skály v severní části dispozice. Do jádra se vstupovalo nejspíše kulisovou branou, z níž se na jižní straně dochovala kapsa závory. Hradba vymezovala prostor nádvoří, po jehož stranách stály dvě budovy. Ze západní stavby se dochovaly části dvou místností. Starší se nachází v severozápadním rohu a byla zaklenuta valenou hrotitou klenbou. K nádvorní zdi prostory byla později na spáru přistavěna klenutá prostora, která vyplnila zbytek západní strany. V prvním patře interiér budovy osvětlovala velké okno. Budova na východní straně byla dvouprostorová, ale její původní rozsah je nejasný. Hradba na severní straně jádra se v blíže neznámé době zřítila a byla nahrazena slabší zdí.
Hradní jádro na jižní straně chránil parkán, ale parkánová hradba beze stop zanikla. Parkán umožňoval vstup do jádra nebo do širokého přihrádku na západní straně. Z něj na severozápadě vystupuje níže ve svahu plošina s baštovitým výstupkem, odkud snad mohlo být kontrolováno dění v údolí. Podél hradního jádra na jižní straně vede šíjový příkop. Bezprostředně na jeho vnější stranu navazuje vnější opevnění tvořené hradbou, která využívala dvojici přirozených skalní útvarů. Před zdí vedl, ze značné části zasypaný, příkop.
Snad po dobytí hradu v roce 1469 byla realizována další linie vnějšího opevnění, taktéž využívající skalní útvary. Jeho dominantou je na západní straně mohutné skalisko, na jehož temeni stála nějaká blíže neznámá stavba. Linie vnější hradby kopírovala průběh skály. Přibližně uprostřed a na východním konci hradbu zesiluje dvojice polookrouhlých bašt. Přístup k hradba ztěžoval příkop.

## Přístup
Pozůstatky hradu jsou přístupné po zeleně značené turistické trasa, která vede z osady Návarov do údolí Kamenice, kde se napojuje na modře značenou Palackého stezku v úseku mezi Plavy a Držkovem. Zřícenina je otevřena od prvního dubnového týdne do konce října.